# Stadil Fjord
Stadil Fjord är en sjö i Danmark. Den ligger i Ringkøbing-Skjerns kommun i Region Mittjylland. Några större tillflöden är Tim Å, Madum Å och Hover Å. Dess frånflöde är Vonå. I sjön ligger ön Hindø.